# Han Zenki
Han Zenki (čínsky: 潘善琪, Zenki Han, narozen 7. října 1977) je profesionální hráč go.

## Biografie
Han se narodil na Tchaj-wan v roce 1977. Profesionálním hráčem go se stal v roce 1996. V tomtéž roce mu byl udělen 2. dan. V roce 2000 se stal 5. danem. Nyní hraje s třídou 7. dan.